# Valle de Guadalupe (Ensenada)
Valle de Guadalupe è un centro abitato del Messico, situato nello stato della Bassa California, nel municipio di Ensenada.